# جاريد ديلينجر
جاريد ديلينجر (بالإنجليزية: Jared Dillinger) مواليد 6 يناير 1984 في رابيد سيتي، هو لاعب كرة سلة أمريكي. بدأ مسيرته الاحترافية في سنة 2008. يلعب مع ميرالكو بولتز في الرابطة الفلبينية لكرة السلة. يحمل الرقم 20. يبلغ طوله 6 قدم 4 بوصة (1.9 م). مثّل منتخب بلاده. لعب مع تي إن تي كاتروبا وميرالكو بولتز.

## روابط خارجية
- جاريد ديلينجر على موقع الاتحاد الدولي لكرة السلة (الإنجليزية)
- جاريد ديلينجر على موقع كرة السلة الأوروبية.كوم (الإنجليزية)
- جاريد ديلينجر على موقع كلية كرة السلة في سبورتس رفرنس.كوم (الإنجليزية)
- جاريد ديلينجر على موقع ريلجم (الإنجليزية)
- جاريد ديلينجر على موقع بروبوليرز (الإنجليزية)